# Bezokolicznik
Bezokolicznik (łac. infinitivus) – forma czasownika, która wyraża czynność lub stan w sposób abstrakcyjny, zazwyczaj bez określania czasu, rodzaju, liczby, osoby, trybu, strony i aspektu. W niektórych językach może jednak wyrażać niektóre z tych kategorii, np. w łacinie istnieją bezokoliczniki wyrażające czas i stronę, a w grece klasycznej dodatkowo także aspekt. Istnieją też języki (np. arabski, nowogrecki lub bułgarski) pozbawione form bezokolicznika.
W zdaniu bezokolicznik uzupełnia treść czasowników fazowych oraz konstrukcji modalnych. W niektórych językach istnieją też rozbudowane konstrukcje bezokolicznikowe (zob. np. accusativus cum infinitivo, nominativus cum infinitivo).

## Bezokolicznik w języku polskim
W języku polskim bezokolicznik wyraża aspekt czasownika – np. robić (a. niedokonany) a zrobić (a. dokonany).
Bezokoliczniki w języku polskim kończą się na -ć lub -c. Część z nich można dodatkowo podzielić na grupy według końcówek – bezokolicznik kończy się na:
- -ić, -yć, -uć – gdy forma 3 os. liczby pojedynczej czasu przeszłego kończy się na -ił, -ył, -uł (np. tłumaczyć → tłumaczył),
- -eć – najczęściej gdy forma 3 os. liczby mnogiej czasu przeszłego kończy się na -eli, -eły (oraz formy typu  drzeć → darł, drę),
- -ać – gdy forma 3 os. liczby mnogiej czasu przeszłego kończy się na -ali, -ały (w tym formy typu piali, piały lub pieli → piać),
- -ąć – gdy forma 3 os. liczby mnogiej czasu przeszłego kończy się na -ęli, -ęły (w tym formy typu dęli, dęły → dąć),
- -ść – gdy temat czasownika kończy się na s, t, d lub dz (np. nios-ę → nieść; gniot-ę →gnieść; bodz-ę → bóść),
- -źć – gdy temat czasownika kończy się na z (np. gryz-ę → gryźć),
- -c – gdy temat czasownika kończy się na k lub g (np. wlok-ę → wlec).

Uwagi:
- we współczesnej polskiej ortografii nie ma bezokoliczników kończących się na -dz. Pisownia taka (np. mogę, biegnę → *módz, biedz) występowała do roku 1918, w którym Polska Akademia Umiejętności wprowadziła końcówkę -c;
- historycznie – do XV wieku – w jęz. polskim występowała także końcówka -ci, np. mieci (dziś: mieć),
- niektóre formy pełniące funkcję czasownika, tak zwane czasowniki niewłaściwe (defektywne), można poznać po braku bezokolicznika, np. powinien, powinna.